# Pierre Michaud (photographe)
Pour les articles homonymes, voir Pierre Michaud et Michaud.
Pierre Michaud est un photographe français. Il est récipiendaire du prix Niépce 1974.